# RuPaul's Drag Race UK (prima edizione)
La prima edizione di RuPaul's Drag Race UK è andata in onda nel Regno Unito a partire dal 3 ottobre al 26 novembre 2019 sulla piattaforma streaming BBC iPlayer.
Il 21 agosto 2019 vengono annunciati le dieci concorrenti, provenienti da diverse parti del Regno Unito, in competizione per ottenere il titolo di UK's Next Drag Superstar.
The Vivienne, vincitrice dell'edizione, ha guadagnato come premio una corona e uno scettro di Fierce Drag Jewels ed una propria web-serie sulla piattaforma streaming WOW Presents.
Baga Chipz, Blu Hydrangea e Cheryl Hole prenderanno parte alla prima edizione di RuPaul's Drag Race: UK vs the World, mentre The Vivienne parteciperà alla settima edizione di RuPaul's Drag Race All Stars. In seguito, Gothy Kendoll prenderà parte alla seconda edizione di RuPaul's Drag Race: UK vs the World, mentre Cheryl Hole parteciperà alla seconda edizione di Canada's Drag Race: Canada vs the World. 

## Concorrenti
I dieci concorrenti che presero parte al reality show furono:
| Concorrente      | Vero nome      | Età | Città                        | Posizionamento |
| ---------------- | -------------- | --- | ---------------------------- | -------------- |
| The Vivienne (†) | James Williams | 26  | Liverpool – Inghilterra      | Vincitrice     |
| Divina de Campo  | Owen Farrow    | 35  | West Yorkshire – Inghilterra | 2º posto       |
| Baga Chipz       | Mark Botfield  | 29  | Londra – Inghilterra         | 3º posto       |
| Cheryl Hole      | Luke Underwood | 25  | Essex – Inghilterra          | 4º posto       |
| Blu Hydrangea    | Joshua Cargill | 23  | Belfast – Irlanda del Nord   | 5º posto       |
| Crystal          | Colin Munro    | 34  | Londra – Inghilterra         | 6º posto       |
| Sum Ting Wong    | Bo Zeng        | 30  | Birmingham – Inghilterra     | 7º posto       |
| Vinegar Strokes  | Daniel Jacob   | 34  | Londra – Inghilterra         | 8º posto       |
| Scaredy Kat      | Alex Cove      | 19  | Wiltshire – Inghilterra      | 9º posto       |
| Gothy Kendoll    | Sam Handley    | 21  | Leicester – Inghilterra      | 10º posto      |

## Tabella eliminazioni
| Ordine | Episodi  | Episodi  | Episodi  | Episodi  | Episodi  | Episodi  | Episodi  | Episodi         |
| Ordine | 1        | 2        | 3        | 4        | 5        | 6        | 7        | 8               |
| ------ | -------- | -------- | -------- | -------- | -------- | -------- | -------- | --------------- |
| 1      | Vivienne | Baga     | Divina   | Baga     | Baga     | Vivienne | Divina   | The Vivienne    |
| 2      | Baga     | Sum Ting | Crystal  | Vivienne | Blu      | Divina   | Vivienne | Divina de Campo |
| 3      | Sum Ting | Vinegar  | Vivienne | Blu      | Divina   | Baga     | Baga     | Baga Chipz      |
| 4      | Crystal  | Vivienne | Baga     | Cheryl   | Cheryl   | Cheryl   | Cheryl   |                 |
| 5      | Divina   | Divina   | Blu      | Divina   | Vivienne | Blu      |          |                 |
| 6      | Blu      | Crystal  | Cheryl   | Crystal  | Crystal  |          |          |                 |
| 7      | Scaredy  | Cheryl   | Sum Ting | Sum Ting |          |          |          |                 |
| 8      | Cheryl   | Blu      | Vinegar  |          |          |          |          |                 |
| 9      | Vinegar  | Scaredy  |          |          |          |          |          |                 |
| 10     | Gothy    |          |          |          |          |          |          |                 |

Legenda:
     La concorrente ha vinto la gara
      La concorrente è arrivata in finale ma non ha vinto la gara
     La concorrente è arrivata in finale, ma è stata eliminata
     La concorrente ha vinto la puntata
     La concorrente figura tra le prime ma non ha vinto la puntata
     La concorrente è salva e accede alla puntata successiva (l'ordine di chiamata è casuale)
     La concorrente figura tra le ultime ma non ed è a rischio eliminazione
     La concorrente figura tra le ultime due ed è a rischio eliminazione
     La concorrente è stata eliminata

## Giudici
- RuPaul
- Michelle Visage
- Alan Carr
- Graham Norton

### Giudici ospiti
- Andrew Garfield
- Maisie Williams
- Twiggy
- Geri Halliwell

- Jade Thirlwall
- Cheryl
- Michaela Coel

## Special Guest
In quest'edizione ci sono stati dei cameo celebrities, molti di quali concorrenti nelle passate edizioni di RuPaul's Drag Race, che però non sono stati giudici durante la puntata:
- Raven
- Stacey Dooley
- Lorraine Kelly

- MNEK
- Katya Zamolodchikova
- AJ & Curtis Pritchard

## Riassunto episodi

### Episodio 1 -The Royal Queens
Il primo episodio della prima edizione britannica si apre con le concorrenti che entrano nell'atelier. La prima a entrare è Baga Chipz, l'ultima è The Vivienne. RuPaul fa il suo ingresso annunciando l'inizio di una nuova edizione e dando il benvenuto alle concorrenti e presentando la Brit Crew, versione anglosassone della classica Pit Crew.
- La mini sfida: per la mini sfida, le concorrenti devono fare un servizio fotografico "senza testa", dovendo inoltre recitare una battuta in stile umorismo inglese. La vincitrice della mini sfida è Scaredy Kat.
- La sfida principale: RuPaul disse che per la sfida principale, le concorrenti dovranno creare due outfit da sfoggiare sulla passerella. Il primo outfit deve essere ispirato dalla città d'origine delle concorrenti, mentre il secondo devono indossare un look ispirato ad uno di Regina Elisabetta II.

Giudice ospite della puntata è Andrew Garfield. RuPaul dichiara Crystal, Divina, Blu e Scaredy salve, e lasciò le altre concorrenti sul palco per le critiche. Vinegar Strokes e Gothy Kendoll sono le peggiori, mentre The Vivienne è la migliore della puntata.
- L'eliminazione: Vinegar Strokes e Gothy Kendoll vengono chiamate ad esibirsi con la canzone New Rules di Dua Lipa. Vinegar Strokes si salva, mentre Gothy Kendoll viene eliminata dalla competizione.

### Episodio 2 -Downton Draggy
Il secondo episodio si apre con le concorrenti che rientrano nell'atelier dopo l'eliminazione di Gothy, dove scherzano sul fatto che essendo la prima eliminata diventerà la Porkchop del Regno Unito (storica prima eliminata della prima edizione statunitense). Intanto The Vivienne viene infastidita dall'ego smisurato di Cheryl.
- La mini sfida: per la mini sfida, la vincitrice dalla puntata precedente, The Vivienne deve stilare una classifica su quale concorrente ritiene più forte e quale la più debole. Vivienne si mette al primo posto, posizionando a seguire: Vinegar, Baga, Crystal, Divina, Sum Ting, Blu, Cheryl ed infine Scaredy. RuPaul, in seguito ha annunciato che la sfida ha determinato i capitani della sfida a squadre. Infatti, le concorrenti collocate al primo e all'ultimo posto, ossia The Vivienne e Scaredy Kat, vengono elette capitani delle squadre.
- La sfida principale: per la sfida principale, le concorrenti dovranno recitare in delle parodie della serie televisiva Downton Abbey. Scaredy sceglie per il suo gruppo Divina, Crystal, Blu e Cheryl, mentre Vivienne sceglie per il suo gruppo Baga, Sum Ting e le viene data Vinegar, perché era l'ultima rimasta. Durante la stesura dei copioni, RuPaul entra nell'atelier e chiede al gruppo di Vivienne chi del gruppo di Scaredy sia il concorrente più problematico, e la stessa Vivienne afferma che la più problematica sia Cheryl descrivendo il suo comportamento esagerato. Durante la preparazione della sfilata Scaredy, Sum Ting e Vinegar, discutono su come la scena LGBT+ e il coming out siano notevolmente cambiati negli ultimi 60 anni, inoltre Sum Ting confessa di non aver mai fatto coming out alla sua famiglia.

Giudice ospite della puntata è Maisie Williams. Il tema della sfilata è Bond Girl Glama-o-rama, dove le concorrenti devono sfoggiare un abito ispirato alle Bond girl della saga cinematografica James Bond. Il team di The Vivienne viene dichiarato salvo, e Baga Chipz viene dichiarata la migliore della puntata, mentre il gruppo di Scaredy è a rischio eliminazione. Scaredy Kat e Blu Hydrangea sono le peggiori della puntata.
- L'eliminazione: Scaredy Kat e Blu Hydrangea vengono chiamate a esibirsi con la canzone Venus delle Bananarama. Blu Hydrangea si salva, mentre Scaredy Kat viene eliminata dalla competizione.

### Episodio 3 -Posh on a Penny
Il terzo episodio si apre con le concorrenti che rientrano nell'atelier dopo l'eliminazione di Scaredy, dove Vivienne e Cheryl continuano a discutere sul comportamento e l'ego dell'altra.
- La mini sfida: per la mini sfida, le concorrenti dovranno danzare intorno ad un albero di maggio, per poi a turno mostrare a RuPaul la sua coreografia migliore. La vincitrice della mini sfida è Cheryl Hole.
- La sfida principale: Per introdurre la sfida principale, arriva Raven (concorrente della seconda edizione statunitense e della prima edizione All Stars). RuPaul disse che per la sfida principale, le concorrenti dovranno creare degli outfit d'alta moda, ma usando prodotti scadenti e che si trovano all'interno dell'automobile di Michelle Visage, che è stata riempita e rubata da Raven. Durante la creazione degli outfit ci furono alcuni problemi, come il fatto che Sum Ting voleva creare una completo senza avere abbastanza stoffa o cartamodello, o come il fatto che il primo outfit di Vinegar si rivelato un completo disastro e che ha dovuto ricrearne un secondo prima di salire sul palco.

Giudice ospite della puntata è Twiggy. RuPaul dichiara Baga e Blu salve, e lasciò le altre concorrenti sul palco per le critiche. Vinegar Strokes e Sum Ting Wong sono le peggiori, mentre Divina De Campo è la migliore della puntata.
- L'eliminazione: Sum Ting Wong e Vinegar Strokes vengono chiamate ad esibirsi con la canzone Would I Lie to You? dei Eurythmics, usata già in passato nella prima edizione statunitense. Sum Ting Wong si salva, mentre Vinegar Strokes viene eliminata dalla competizione.

### Episodio 4 -Snatch Game
Il quarto episodio si apre con le concorrenti che rientrano nell'atelier dopo l'eliminazione di Vinegar, dove Sum Ting ha dichiarato che cercherà in tutti modi di mostrare ai giudici la sua personalità.
- La sfida principale: per la sfida principale, le concorrenti prendono parte alla sfida più attesa in ogni edizione dello show, lo Snatch Game. Lorraine Kelly e Stacey Dooley sono le concorrenti del gioco. Le concorrenti dovranno scegliere una celebrità e impersonarla per l'intero gioco, con lo scopo di essere il più divertenti possibili. Quando RuPaul ritorna nell'atelier per vedere quali personaggi sono stati scelti, insieme con lui c'è anche Alan Carr, che aiuta le concorrenti con vari consigli per dare il meglio nel gioco. Durante i preparativi della sfida, per la terza volta nella storia dello show, Baga e Divina vogliono fare lo stesso personaggio, Margaret Thatcher, ma alla fine dopo un confronto tra le due Divina decide di cedere il personaggio a Baga, oltre a prestargli il suo look definendo quello di Baga molto scadente. Le celebrità scelte dai concorrenti sono state:

| Concorrente     | Celebrità impersonata  |
| --------------- | ---------------------- |
| Baga Chipz      | Margaret Thatcher      |
| Blu Hydrangea   | Mary Berry             |
| Cheryl Hole     | Gemma Collins          |
| Crystal         | Rue McClanahan         |
| Divina De Campo | Julia Child            |
| Sum Ting Wong   | Sir David Attenborough |
| The Vivienne    | Donald Trump           |

Giudice ospite della puntata è Geri Halliwell. Il tema della sfilata è Weird Science, dove le concorrenti devono sfoggiare un abito in stile fantascientifico. RuPaul dichiara Cheryl e Blu salve, e lasciò le altre concorrenti sul palco per le critiche. Sum Ting Wong e Crystal sono le peggiori, mentre Baga Chipz e The Vivienne sono le migliori della puntata.
- L'eliminazione: Sum Ting Wong e Crystal vengono chiamate a esibirsi con la canzone Spice Up Your Life delle Spice Girls. Crystal si salva, mentre Sum Ting Wong viene eliminata dalla competizione.

### Episodio 5 -Girl Group Battle Royale
Il quinto episodio si apre con le concorrenti che rientrano nell'atelier dopo l'eliminazione di Sum Ting, dove molte concorrenti iniziano a non sopportare più gli atteggiamenti di superbia di Vivienne.
- La mini sfida: per la mini sfida, le concorrenti devono "leggersi" a vicenda, ovvero dire qualcosa di cattivo ma facendolo in modo scherzoso. La vincitrice della mini sfida è Crystal.
- La sfida principale: Per questa sfida principale, i concorrenti verranno divisi in due gruppi e dovranno scrivere, produrre e coreografare un numero da girl group. Avendo vinto la mini sfida Crystal potrà decidere i componenti del suo gruppo, scegliendo Cheryl e Vivienne. Mentre Baga, Blu e Divina faranno parte del secondo gruppo. Una volta scritto il pezzo, ogni gruppo va nella sala registrazione, dove MNEK da loro consigli e aiuto per la registrazione del pezzo. Durante le registrazioni delle tracce Crystal e Vivienne hanno avuto dei problemi nel rendere le loro strofe accattivanti mentre Divina ha ricevuto complimenti per la sua estensione vocale. Successivamente ogni gruppo raggiunge il palco principale per organizzare la coreografia, il gruppo di Crystal ha avuto problemi sull'organizzazione della coreografia, mentre il gruppo di Divina è molto preparato per l'esibizione.

| Concorrenti     | Nome Girl Group      | Brano della Performance                           |
| --------------- | -------------------- | ------------------------------------------------- |
| Crystal         | Filth Harmony        | "Break Up (Bye Bye)" (Filth Harmony Remix)        |
| Cheryl Hole     | Filth Harmony        | "Break Up (Bye Bye)" (Filth Harmony Remix)        |
| The Vivienne    | Filth Harmony        | "Break Up (Bye Bye)" (Filth Harmony Remix)        |
| Baga Chipz      | The Frock Destroyers | "Break Up (Bye Bye)" (The Frock Destroyers Remix) |
| Blu Hydrangea   | The Frock Destroyers | "Break Up (Bye Bye)" (The Frock Destroyers Remix) |
| Divina De Campo | The Frock Destroyers | "Break Up (Bye Bye)" (The Frock Destroyers Remix) |

Giudice ospite della puntata è Jade Thirlwall. Il tema della sfilata è Day At The Races, dove le concorrenti devono sfoggiare un abito perfetto per una giornata all'ippodromo. Dopo la sfilata e le critiche dei giudici, RuPaul dichiara che il team composto da Baga Chipz, Blu Hydrangea, Divina De Campo è il migliore della puntata, mentre Crystal e The Vivienne vengono dichiarate le peggiori.
- L'eliminazione: Crystal e The Vivienne si esibiscono in playback sulla canzone Power delle Little Mix e Stormzy. The Vivienne si salva, mentre Crystal viene eliminata dalla competizione.

### Episodio 6 -Thirsty Werk
Il sesto episodio si apre con le concorrenti che rientrano nell'atelier dopo l'eliminazione di Crystal, dove Divina è furiosa con Vivienne, poiché non viene riconosciuta come una vera drag queen, nonostante le sue doti ed abilità.
- La mini sfida: per la mini sfida, le concorrenti devono indovinare se i membri della Brit Crew indossano uno slip, un boxer oppure un commando. La vincitrice della mini sfida è Divina de Campo. Come premio della mini sfida, Divina riceve una videochiamata (divenuto successivamente un incontro vero e proprio) con Katya Zamolodchikova, concorrente della settima edizione statunitense e della seconda edizione All Stars.
- La sfida principale: per la sfida principale, le concorrenti dovranno ideare, realizzare e produrre uno spot commerciale per promuovere la propria acqua in bottiglia. Dopo aver scritto il copione, le concorrenti raggiungono Graham Norton che aiuterà a produrre gli spot nel ruolo di registra. Durante la registrazione degli spot, molte delle concorrenti erano confuse sull'idea di Divina, mentre Blu è preoccupata perché pensa che il suo spot è troppo semplice rispetto a quello delle altre.

Giudice ospite della puntata è Cheryl. Il tema della sfilata è Rainy Day Eleganza, dove le concorrenti devono sfoggiare un abito perfetto per una giornata di pioggia. Dopo la sfilata e le critiche dei giudici, RuPaul dichiara Cheryl Hole e Blu Hydrangea le peggiori, mentre The Vivienne è la migliore della puntata.
- L'eliminazione: Cheryl Hole e Blu Hydrangea si esibiscono in playback sulla canzone Call My Name (Wideboys Remix) di Cheryl. Cheryl Hole si salva, mentre Blu Hydrangea viene eliminata dalla competizione.

### Episodio 7 -Family That Drags Together
Il settimo episodio si apre con le concorrenti che rientrano nell'atelier dopo l'eliminazione di Blu, dove molte concorrenti si lamentano del comportamento di Baga quando era a rischio eliminazione, soprattutto Cheryl in quanto è sempre preparata in caso di eliminazione.
- La mini sfida: per la mini sfida i concorrenti devono pescare a sorte un pupazzo che rappresenti una delle altri concorrenti, metterlo in drag e fare un siparietto imitando l'altra concorrente. La vincitrice della mini sfida è Divina de Campo.
- La sfida principale: per la sfida principale, RuPaul annuncia che le concorrenti dovranno truccare e preparare un loro familiare, il compito delle concorrenti è quello di farli diventare le loro sorelle drag. Oltre a ciò RuPaul informa le coppie devono realizzare una coreografia sul palcoscenico principale.

| Concorrente     | Vero Nome del Familiare | Parentela | Nome in Drag del Familiare |
| --------------- | ----------------------- | --------- | -------------------------- |
| Baga Chipz      | Josie                   | Madre     | Sacka Spudz                |
| Cheryl Hole     | Gina                    | Sorella   | Sissy Hole                 |
| Divina de Campo | Carys                   | Sorella   | Delicia de Campo           |
| The Vivienne    | Cassie                  | Madre     | The Mother                 |

Giudice ospite della puntata è Michaela Coel. Dopo la sfilata e le critiche dei giudici, RuPaul dichiara Cheryl Hole e Baga Chipz le peggiori della puntata, mentre Divina de Campo è la migliore della puntata ed accede alla finale, The Vivienne si salva ed accede alla finale.
- L'eliminazione: Cheryl Hole e Baga Chipz vengono chiamate a esibirsi con la canzone Tears Dry on Their Own di Amy Winehouse. Baga Chipz si salva e accede alla finale, mentre Cheryl Hole viene eliminata dalla competizione.

### Episodio 8 -Grand Finale
L'ottavo ed ultimo episodio di quest'edizione si apre con le finaliste che ritornano nell'atelier dopo l'eliminazione di Cheryl, dove si discute su chi riuscirà a vincere quest'edizione ed il titolo di prima Drag Superstar britannica.
Per l'ultima prova, prima di incoronare la vincitrice di quest'edizione, le concorrenti dovranno comporre un pezzo, cantare ed esibirsi sulla canzone di RuPaul, Rock It (To The Moon) e poi dovranno prendere parte ad un podcast con RuPaul e Michelle Visage.
Per la coreografia, le concorrenti hanno come istruttori, AJ e Curtis Pritchard. Ad ogni concorrente viene assegnato uno stile di ballo da sala, a Baga viene assegnato il tango, a Divina il cha cha cha, ed infine a Vivienne viene assegnata la samba. Durante la prove per la coreografia, tutte hanno dei problemi con i passi, poiché non sono riuscite ad adattarsi bene agli stili di ballo assegnati. Nel frattempo uno ad uno le concorrenti prendono parte al podcast, dove RuPaul e Michelle Visage fanno domande sulla loro esperienza in questa edizione di RuPaul's Drag Race UK.
I giudici della puntata sono: RuPaul, Michelle Visage, Alan Carr e Graham Norton. Il tema della sfilata è Best Drag, dove le concorrenti devono sfilare con il loro vestito migliore.
Dopo le critiche, le finaliste tornano nell'atelier dove ad aspettarle ci sono tutte le concorrenti dell'edizione, dove discutono dell'esperienza vissuta nello show. Prima di comunicare il giudizio, tutte le concorrenti sfilano sulla passerella con il loro Best Drag per un'ultima volta. Dopo l'ultima sfilata, RuPaul comunica che le due finaliste che accedono alla finalissima sono Divina de Campo e The Vivienne, mentre Baga Chipz viene eliminata dalla competizione. Divina de Campo e The Vivienne si esibiscono in playback sulla canzone I'm Your Man dei Wham!. Dopo l'esibizione, RuPaul dichiara The Vivienne vincitrice della prima edizione di RuPaul's Drag Race UK.

### Episodio 9 -It's A Wrap!
In questo episodio tutte le concorrenti si riuniscono insieme con RuPaul per parlare della loro esperienza nello show: discutendo di quali sono stati i loro momenti migliori, delle sfide più difficili e delle scelte di stile effettuate dalle concorrenti durante lo show.